# Institut théologique romano-catholique Sf. Tereza
L'Institut théologique romano-catholique « Sf. Tereza » est une université  de Bucarest, Roumanie, fondée en 2002.